# Revenga de Campos (kommunhuvudort)
Revenga de Campos är en kommunhuvudort i Spanien.   Den ligger i provinsen Provincia de Palencia och regionen Kastilien och Leon, i den norra delen av landet, 220 km norr om huvudstaden Madrid. Revenga de Campos ligger 787 meter över havet och antalet invånare är 179.
Terrängen runt Revenga de Campos är platt. Runt Revenga de Campos är det glesbefolkat, med 19 invånare per kvadratkilometer. Närmaste större samhälle är Frómista, 6,6 km öster om Revenga de Campos. Trakten runt Revenga de Campos består till största delen av jordbruksmark.